# Mikado-Gletscher
Der Mikado-Gletscher ist ein Gletscher im Norden der westantarktischen Alexander-I.-Insel. Er fließt auf der Nordseite des Mahler Spur in westnordwestlicher Richtung zum Sullivan-Gletscher, den er kurz vor dessen Einmündung in den Gilbert-Gletscher erreicht.
Das UK Antarctic Place-Names Committee benannte ihn 1977 in Anlehnung an die Benennung des Gilbert- und des Sullivan-Gletschers nach der Operette Der Mikado von 1885.